# Dream Part.02
Dream Part.02 è il quinto EP della boy band sudcoreana Astro, pubblicato nel 2017.

## Tracce
1. With You – 3:26
2. Crazy Sexy Cool (니가 불어와) – 3:16
3. Butterfly – 3:35
4. Run – 3:39
5. Better With You (어느새 우린) – 3:30